# IC 2361
IC 2361 је спирална галаксија у сазвјежђу Рак која се налази на листи објеката дубоког неба у Индекс каталогу.
Деклинација објекта је + 27° 52' 29" а ректасцензија 8h 25m 44,4s. Привидна величина (магнитуда) објекта IC 2361 износи 14,1 а фотографска магнитуда 14,9. IC 2361 је још познат и под ознакама UGC 4394, MCG 5-20-12, CGCG 149-23, KUG 0822+280, IRAS 08227+2802, PGC 23646.